# Sargentodoxa cuneata
Sargentodoxa cuneata är en narrbuskeväxtart som först beskrevs av Daniel Oliver, och fick sitt nu gällande namn av Alfred Rehder och Wils.. Sargentodoxa cuneata ingår i släktet Sargentodoxa och familjen narrbuskeväxter. Inga underarter finns listade i Catalogue of Life.